# Písek (ort i Tjeckien, lat 49,56, long 18,80)
Písek är en ort i Mähren-SchlesienTjeckien. Den ligger i den östra delen av landet, 300 km öster om huvudstaden Prag. Písek ligger 415 meter över havet och antalet invånare är 1 776.
Terrängen runt Písek är huvudsakligen lite kuperad. Písek ligger nere i en dal. Runt Písek är det ganska tätbefolkat, med 124 invånare per kvadratkilometer. Närmaste större samhälle är Třinec, 16,2 km nordväst om Písek. I omgivningarna runt Písek växer i huvudsak blandskog.